# 佐藤通代
佐藤 通代（さとう みちしろ、1851年5月（嘉永4年4月）- 1914年（大正3年）11月22日）は、明治期の農業経営者、政治家。衆議院議員。旧姓・河野。

## 経歴
日向国諸県郡志布志郷帖村（現・志布志市志布志町帖）で河野家に生まれた。
西南戦争に中隊長として従軍。戦後に刑を受けた。佐藤家に入籍し、農業を営む。内之倉村戸長、蓬原村戸長を務めた。
1898年（明治31年）3月、第5回衆議院議員総選挙（鹿児島県第6区）で当選し、その後、第6回総選挙でも再選され、最後は立憲政友会に所属し衆議院議員に連続2期在任した。
その後、郷里の子弟の教育、産業振興に尽力した。1914年11月、郷里で病のため死去した。

## 国政選挙歴
- 第5回衆議院議員総選挙（鹿児島県第6区、1898年3月、同志倶楽部）当選[5]
- 第6回衆議院議員総選挙（鹿児島県第6区、1898年8月、無所属）当選[5]
- 第8回衆議院議員総選挙（鹿児島県郡部、1903年3月、無所属）落選[7]